# Karaté aux Jeux olympiques d'été de 2020
Pour un article plus général, voir Karaté aux Jeux olympiques.
Le karaté est présent aux Jeux olympiques d'été de 2020 en tant que sport additionnel, à la suite d'une décision du Comité international olympique prise lors de sa 129e session le 3 août 2016 à Rio de Janeiro. Deux disciplines sont retenues pour cette compétition : le kumite, qui oppose deux combattants, et le kata, qui met en valeur la technique individuelle.
En kumite, les femmes et les hommes combattent dans trois catégories en fonction de leur poids : moins de 67 kg, moins de 75 kg et plus de 75 kg pour les hommes, moins de 55 kg, moins de 61 kg et plus de 61 kg pour les femmes.

## Historique
Le karaté n'est avant 2020 pas présent aux Jeux olympiques, mais son intégration au nombre des disciplines officielles est néanmoins régulièrement débattue depuis des décennies. De fait, cet art martial japonais dispose d'un dossier de candidature considéré comme convaincant par les spécialistes : il est le deuxième plus pratiqué dans le monde, avec 50 millions de pratiquants devant le judo (8 millions de pratiquants) mais derrière le taekwondo (60 millions de pratiquants), qui sont quant à eux inscrits depuis plusieurs jeux au programme des Jeux olympiques d'été, programme que le Comité international olympique réactualise régulièrement.

## Résultats

### Podiums

#### Hommes
| Épreuve                                                | Or                     | Argent                | Bronze                       |
| ------------------------------------------------------ | ---------------------- | --------------------- | ---------------------------- |
| Kumite - Poids légers (- de 67 kg) résultats détaillés | Steven Da Costa (FRA)  | Eray Şamdan (TUR)     | Darkhan Assadilov (KAZ)      |
| Kumite - Poids légers (- de 67 kg) résultats détaillés | Steven Da Costa (FRA)  | Eray Şamdan (TUR)     | Abdelrahman Al-Masatfa (JOR) |
| Kumite - Poids moyens (- de 75 kg) résultats détaillés | Luigi Busà (ITA)       | Rafael Ağayev (AZE)   | Gábor Hárspataki (HUN)       |
| Kumite - Poids moyens (- de 75 kg) résultats détaillés | Luigi Busà (ITA)       | Rafael Ağayev (AZE)   | Stanislav Horuna (UKR)       |
| Kumite - Poids lourds (+ de 75 kg) résultats détaillés | Sajjad Ganjzadeh (IRI) | Tareg Hamedi (KSA)    | Ryutaro Araga (JPN)          |
| Kumite - Poids lourds (+ de 75 kg) résultats détaillés | Sajjad Ganjzadeh (IRI) | Tareg Hamedi (KSA)    | Uğur Aktaş (TUR)             |
| Kata résultats détaillés                               | Ryo Kiyuna (JPN)       | Damián Quintero (ESP) | Ariel Torres (USA)           |
| Kata résultats détaillés                               | Ryo Kiyuna (JPN)       | Damián Quintero (ESP) | Ali Sofuoğlu (TUR)           |

#### Femmes
| Épreuve                                             | Or                     | Argent                   | Bronze                 |
| --------------------------------------------------- | ---------------------- | ------------------------ | ---------------------- |
| Kumite - Poids légers (- 55 kg) résultats détaillés | Ivet Goranova (BUL)    | Anzhelika Terliuga (UKR) | Bettina Plank (AUT)    |
| Kumite - Poids légers (- 55 kg) résultats détaillés | Ivet Goranova (BUL)    | Anzhelika Terliuga (UKR) | Wen Tzu-yun (TPE)      |
| Kumite - Poids moyens (- 61 kg) résultats détaillés | Jovana Preković (SRB)  | Yin Xiaoyan (CHN)        | Giana Farouk (EGY)     |
| Kumite - Poids moyens (- 61 kg) résultats détaillés | Jovana Preković (SRB)  | Yin Xiaoyan (CHN)        | Merve Çoban (TUR)      |
| Kumite - Poids lourds (+ 61 kg) résultats détaillés | Feryal Abdelaziz (EGY) | Iryna Zaretska (AZE)     | Gong Li (CHN)          |
| Kumite - Poids lourds (+ 61 kg) résultats détaillés | Feryal Abdelaziz (EGY) | Iryna Zaretska (AZE)     | Sofya Berultseva (KAZ) |
| Kata résultats détaillés                            | Sandra Sánchez (ESP)   | Kiyou Shimizu (JPN)      | Grace Lau (HKG)        |
| Kata résultats détaillés                            | Sandra Sánchez (ESP)   | Kiyou Shimizu (JPN)      | Viviana Bottaro (ITA)  |

### Tableau des médailles
- Pays organisateur (Japon )

| Rang  | Nation          | Or | Argent | Bronze | Total |
| ----- | --------------- | -- | ------ | ------ | ----- |
| 1     | Japon           | 1  | 1      | 1      | 3     |
| 2     | Espagne         | 1  | 1      | 0      | 2     |
| 3     | Égypte          | 1  | 0      | 1      | 2     |
| 3     | Italie          | 1  | 0      | 1      | 2     |
| 5     | Bulgarie        | 1  | 0      | 0      | 1     |
| 5     | France          | 1  | 0      | 0      | 1     |
| 5     | Iran            | 1  | 0      | 0      | 1     |
| 5     | Serbie          | 1  | 0      | 0      | 1     |
| 9     | Azerbaïdjan     | 0  | 2      | 0      | 2     |
| 10    | Turquie         | 0  | 1      | 3      | 4     |
| 11    | Chine           | 0  | 1      | 1      | 2     |
| 11    | Ukraine         | 0  | 1      | 1      | 2     |
| 13    | Arabie saoudite | 0  | 1      | 0      | 1     |
| 14    | Kazakhstan      | 0  | 0      | 2      | 2     |
| 15    | Autriche        | 0  | 0      | 1      | 1     |
| 15    | États-Unis      | 0  | 0      | 1      | 1     |
| 15    | Hong Kong       | 0  | 0      | 1      | 1     |
| 15    | Hongrie         | 0  | 0      | 1      | 1     |
| 15    | Jordanie        | 0  | 0      | 1      | 1     |
| 15    | Taipei chinois  | 0  | 0      | 1      | 1     |
| Total | Total           | 8  | 8      | 16     | 32    |